# Nazario I
Nazario I (... – 1146/1148) è stato un vescovo cattolico italiano.
È stato vescovo di Asti tra il 1143 ed il 1146.
L'episcopato di Nazario è stato molto dibattuto dagli storici. Le poche notizie frammentarie della sua permanenza sulla sedia vescovile di Asti non sono condivise da tutti gli studiosi.
Secondo la Cronaca di Ogerio Alfieri, Il vescovo Nazario succedette ad Oddone IV e la sua elezione venne osteggiata dagli astigiani.
Nel 1143 o nel 1145, scoppiarono dei tumulti in cui il vescovo con l'aiuto degli abitanti del suo feudo di Govone portarono all'incendio e alla distruzione della città.
I ribelli vennero puniti e molti astigiani furono costretti a fuggire dalla città.
(Ogerio Alfieri, Fragmenta de gentis astensium)
Mentre il Codex Astensis riporta la notizia dell'incendio della città, il Bosio non è dello stesso avviso visto la completa mancanza di altri documenti che testimoniano la presenza di Nazario ad Asti e la totale assenza della notizia dell'incendio nel memoriale di Guglielmo Ventura.
Il Provenzale ed il Boatteri, quantificano in un triennio l'episcopato di Nazario mentre il Savio è propenso a pensare che la reggenza sia durata solo un anno.